# Cuchara (Colorado)
Cuchara è una comunità non incorporata della contea di Huerfano, Colorado, Stati Uniti. Si trova vicino a una ex stazione sciistica nelle montagne a sud della città di La Veta. La sua altitudine è di 8 468 piedi (2 581 m). La State Highway 12 attraversa Cuchara mentre si avvicina a Trinidad a sud-est.
Cuchara è situata sulle pendici orientali dei Monti Sangre de Cristo nel Colorado centro-meridionale. È ad ovest delle Spanish Peaks. Il passo di Cucharas, a quasi 10 000 piedi, è a poche miglia a sud della città di Cuchara. Il fiume Cucharas scorre alla periferia della città. La foresta nazionale di San Isabel circonda la città.